# هیلر او اچ-۲۳
هیلر اواِچ-۲۳ (به انگلیسی: Hiller OH-23 Raven) با نام مستعار «غراب» یک بالگرد سه صندلی آموزشی ساخت شرکت هواگردسازی هیلر است که بر پایهٔ یک طرح قدیمی از شرکت یونایتد هلیکاپترز باقی مانده بود. بالگرد او. اچ۲۳ برای نخستین بار در سال ۱۹۴۸ پرواز کرد و کارآموزان به آن لقب هیلر کیلر به معنای «هیلر کُشنده» دادند.

## توسعه
در سال ۱۹۴۷ شرکت یونایتد هلیکاپترز آمریکا که بعدها نام خود را به هواگردسازی هیلر تغییر داد، یک طرح بالگرد ارائه داد و آن را ۳۶۰X نام نهاد. بالگرد در سال ۱۹۴۸ مجوز تولید را دریافت کرد و در سال ۱۹۴۹ نخستین پرواز درون قاره‌ای برای یک بالگرد را به نام خود ثبت کرد که در چند مرحله سوخت‌گیری از کالیفرنیا به نیویورک پرواز نمود که بلندترین مسیر پروازی برای یک بالگرد در سال ۱۹۴۹ بود. شرکت نام نهایی محصول غیرنظامی خود را UH-12A گذاشت که در امور غیرنظامی و حتی برخی ارگان‌های نظامی آمریکا و فرانسه نیز خدمت کرد. این بالگرد در مدل‌های A و B دارای دماغهٔ تیز بود؛ ولی از مدل C به بعد دارای یک کابین حبابی و گِرد به شکل بل ۴۷ شد.

## تاریخچه عملیاتی
مدل نظامی H-23 درواقع یک بروزرسانی بر روی UH-12A بود که در جنگ کره به عنوان بالگرد ترابری، شناسایی و امداد و نجات مورد بهره‌برداری آمریکا قرار گرفت.

## کاربران سابق
آرژانتین  بولیوی  کانادا  شیلی  کلمبیا  جمهوری دومینیکن  فرانسه  گواتمالا  اندونزی  اسرائیل
 مکزیک  هلند  پاراگوئه  پرو  کره جنوبی  تایلند  بریتانیا  ایالات متحده آمریکا  اروگوئه

## نگارخانه

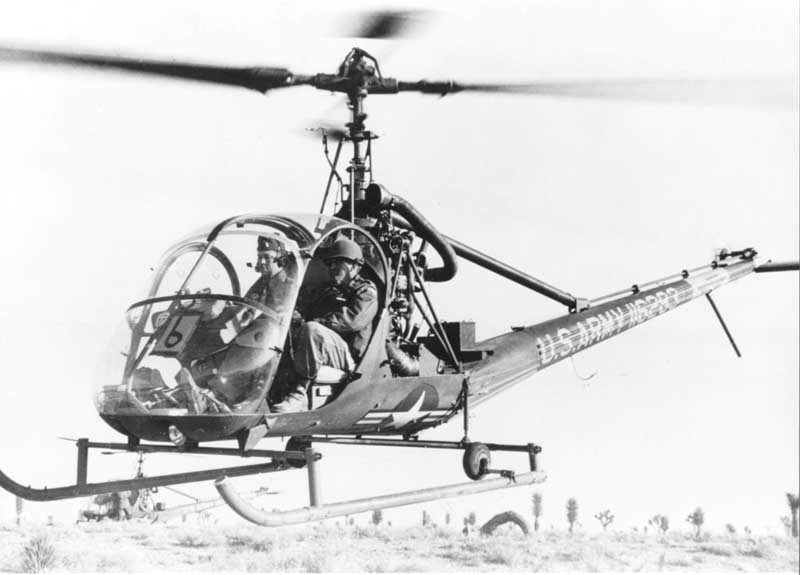
اولین مدل SHG 1949 (UH12)
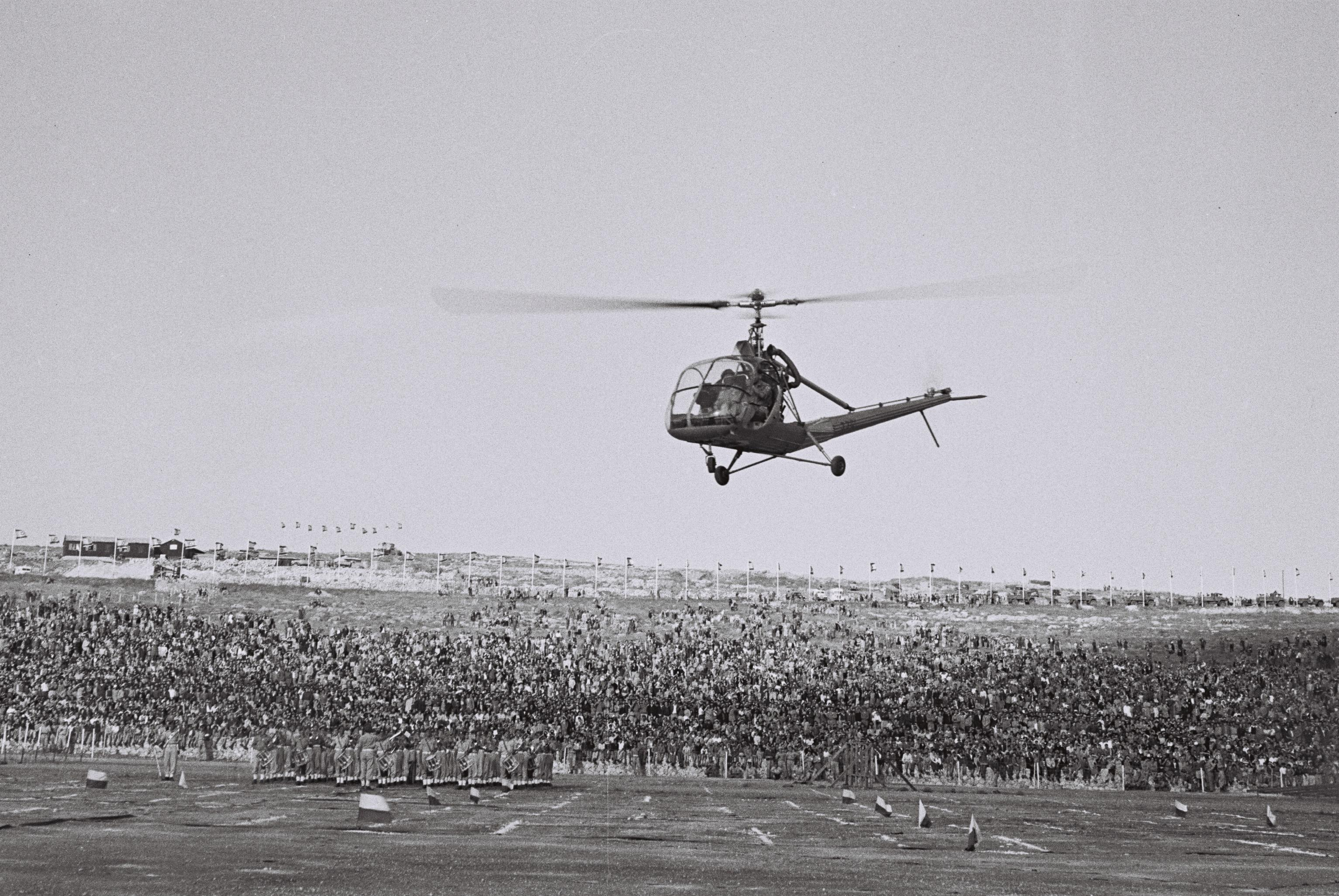
عکس سال ۱۹۵۲
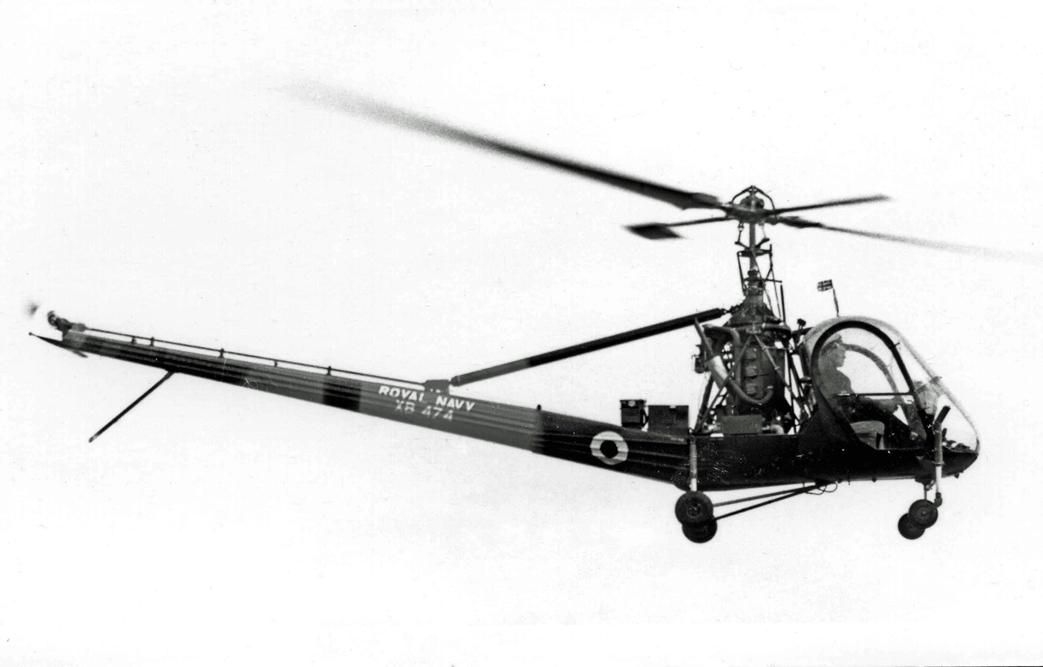
عکس سال ۱۹۵۳
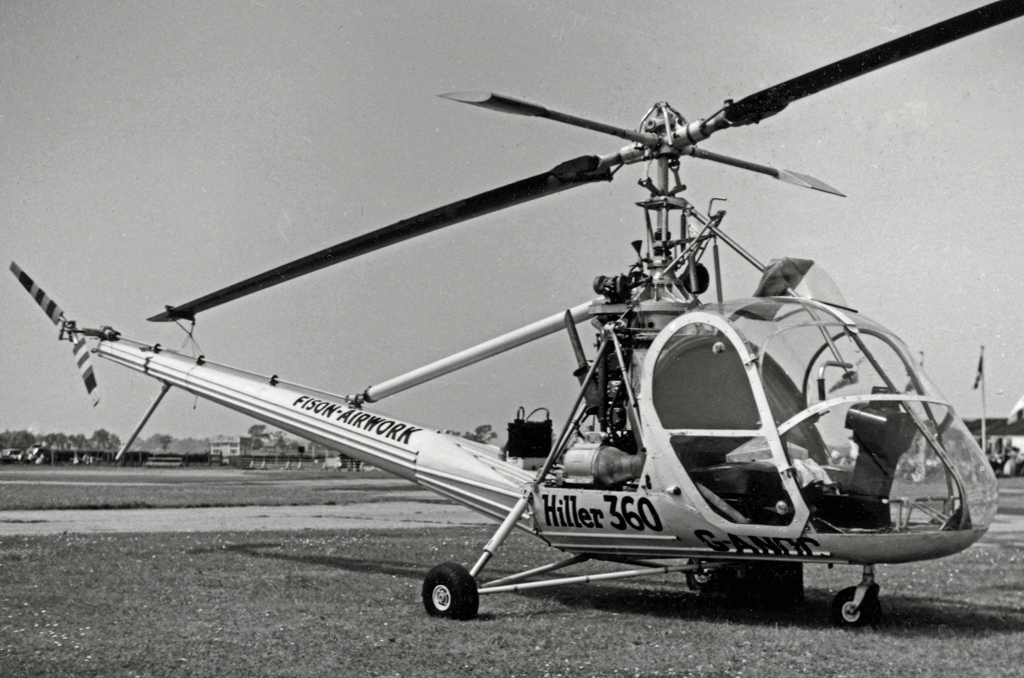
عکس سال ۱۹۵۵
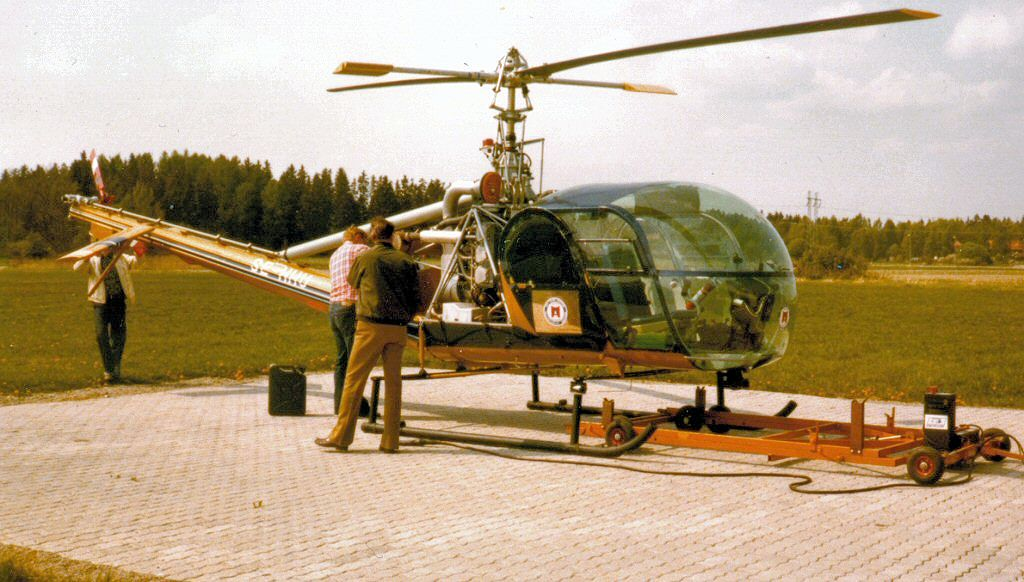
عکس سال ۱۹۷۹
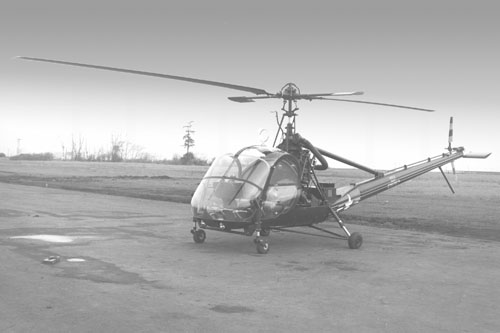
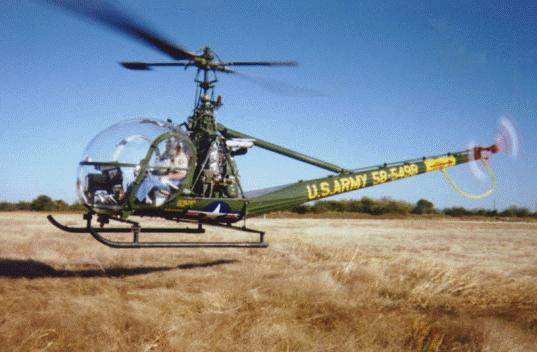
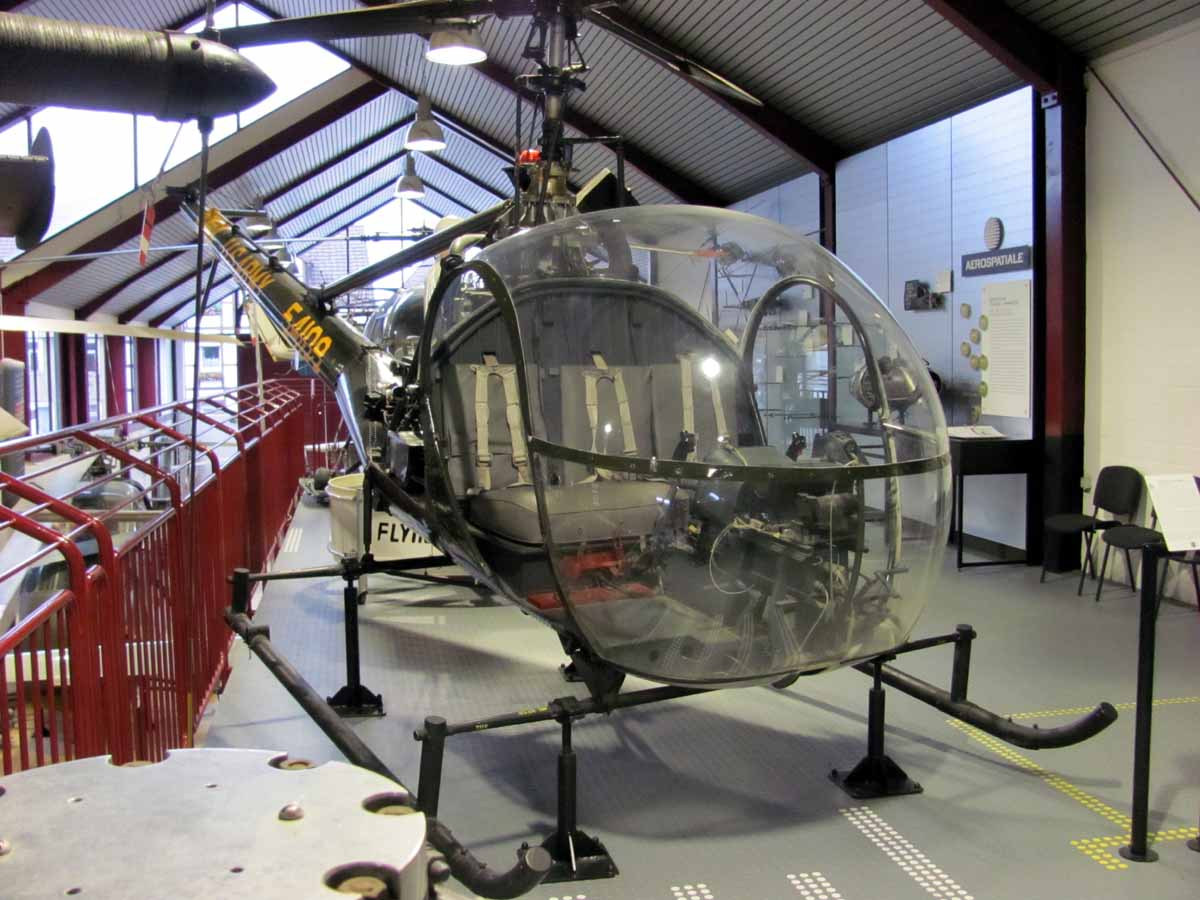
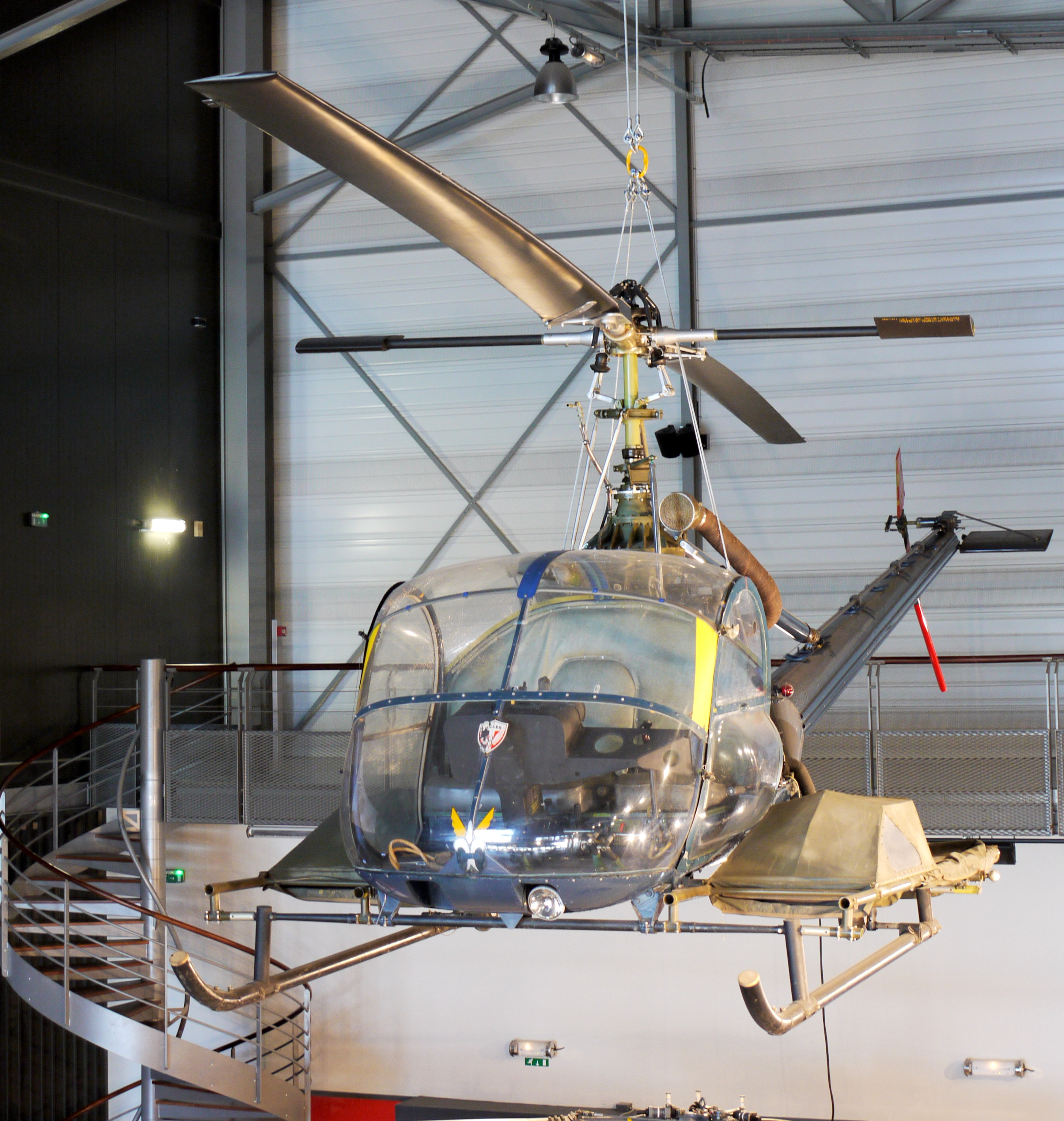
هیلر ۳۶۰ اولیه در موزه

## مشخصات
داده‌ها از United States Military Aircraft since 1909
ویژگی‌های عمومی
- خدمه: ۲
- ظرفیت: ۰
- ارتفاع: ۹ فوت ۹٫۵ اینچ (۲٫۹۸۵ متر)
- وزن خالی: ۱٬۸۱۶ پوند (۸۲۴ کیلوگرم)
- بیشترین وزن برخاست: ۲٬۷۰۰ پوند (۱٬۲۲۵ کیلوگرم)
- پیشرانه: ۱ عدد موتور شش سیلندر پیستونی هواخنک نصب شده افقی Lycoming VO-435-23B, ۲۵۰ اسب بخار (۱۹۰ کیلووات)   [۴]
- قطر روتور اصلی:  ۳۵ فوت ۵ اینچ (۱۰٫۸۰ متر)
- مساحت روتور اصلی: ۹۸۵ فوت مربع (۹۱٫۵ متر مربع) [۴]
- Blade section: NACA 0012[۵]

عملکرد
- حداکثر سرعت: ۹۵ مایل بر ساعت (۱۵۳ کیلومتر بر ساعت، ۸۳ گره)
- سرعت کروز: ۸۲ مایل بر ساعت (۱۳۲ کیلومتر بر ساعت، ۷۱ گره)
- بُرد: ۱۹۷ مایل (۳۱۷ کیلومتر، ۱۷۱ مایل دریایی)
- حداکثر ارتفاع: ۱۳٬۲۰۰ فوت (۴٬۰۰۰ متر)
- نرخ صعود: ۱٬۰۵۰ فوت بر دقیقه (۵٫۳ متر بر ثانیه)